# Bihastina euthecta
Bihastina euthecta är en fjärilsart som beskrevs av Turner 1904. Bihastina euthecta ingår i släktet Bihastina och familjen mätare. Inga underarter finns listade i Catalogue of Life.